# Shortland (ostrov)
Shortland, známý též jako Alu, je vulkanicko-korálový ostrov ležící v severozápadní části Šalomounova souostroví v jihozápadním Pacifiku. Je největším ostrovem Shortlandské skupiny ostrovů, kam patří i sousední ostrůvky Ovau, Pirumeri, Magusaiai, Fauro a Ballale. Nachází se u jižního pobřeží mnohem většího ostrova Bougainville a administrativně náleží do Západní provincie ostrovního státu Šalomounovy ostrovy. Ostrov má rozlohu 202,2 km² a nejvyšší bod se nachází 237 metrů nad mořem.
Shortland byl pojmenován podle důstojníka Royal Navy Johna Shortlanda (1739-1803), který ostrov objevil a pojmenoval po sobě.
Na tropickou vegetací porostlém ostrově se nachází vesnice Harapa a Kamaleai na severozápadě a Koliai, Harehare a Nila na východě. Nejvíce lidí žije v Korovou na východě. Vesnice Ghaomai se nachází na malém ostrůvku ležícím u západního pobřeží Shortlandu a Maleai leží na ostrůvku u jihovýchodního pobřeží. V roce 1976 žilo na ostrově 2000 obyvatel.

## Shortland v rukou Japonců
Za druhé světové války se 30. března 1942 na ostrově vylodili Japonci. Během okupace jej používali jako námořní základnu lehkých sil japonského císařského námořnictva. Mezi východním Shortlandem (poblíž dnešní Korovou) a ostrovy Poporang (7°5′18″ j. š., 155°52′12″ v. d.) a Faisi (7°4′30″ j. š., 155°52′6″ v. d.) zřídili Japonci základnu hydroplánů.
Od 28. srpna 1942 sloužila hydroplánové základna jako domovská základna pro „R“ Hómen Kókú Butai (R方面部隊 ~ letecká jednotka oblasti „R“) kontradmirála Takacugu Džodžimy. Jednotka byla vybavena A6M2-N (Rufe), F1M (Pete), E13A (Jake) a podporována nosiči hydroplánů Kamikawa Maru a Kunikawa Maru. „R“ Hómen Kókú Butai operovala ze Shortlandu až do 1. dubna 1943. Také další jednotky operovaly z této základny. Od září 1942 do března 1943 zde se svými létajícími čluny H6K (Mavis) působila kókútai 851 (航空隊 letecký pluk). Od ledna do dubna 1943 zde působila kókútai 802 (kód NI-) s F1M a A6M2-N. Od listopadu 1942 do srpna 1943 tu působila se svými F1M a E13A kókútai 958.